# Cattedrale dell'Immacolata (Ozieri)
La chiesa di Santa Maria Immacolata è il duomo di Ozieri e cattedrale della diocesi ozierese.

## Storia
La chiesa è frequentemente menzionata dal XV secolo; tuttavia le origini dell'edificio sono più antiche, in quanto nei pressi della cappella di Sant'Andrea si conservano resti di costoloni appartenenti a una precedente struttura del XIII secolo. 
Dal '400 i vescovi di Bisarcio stabiliscono la loro dimora proprio nel rione attiguo al tempio (visto il graduale e inesorabile declino del borgo medievale di Bisarcio, dove si trovava la cattedrale), che nel 1437 ospita un sinodo diocesano.
Con la soppressione delle diocesi di Castro e Bisarcio, avvenuta nel 1503, Santa Maria di Ozieri diventa la chiesa più importante delle foranie del Monte Acuto e del Goceano.
Nel 1550 la chiesa viene ampliata e restaurata in stile gotico calano. L'8 dicembre 1571 il vescovo di Alghero Pietro Frago consacra la chiesa rinnovata che nel 1621, con bolla di Gregorio XV, viene elevata al rango di collegiata. 
Nel 1803, con il ripristino della diocesi di Bisarcio, la collegiata ozierese acquisisce la dignità di cattedrale.
Tra il 1846 e il 1848 la cattedrale viene nuovamente restaurata; i lavori, eseguiti secondo un progetto di Gaetano Cima, conferirono alla chiesa l'attuale aspetto neoclassico. Al 1852 risalgono i progetti dell'attuale campanile e della scala che precedono la facciata. Al termine dei lavori, nel 1893, la cattedrale venne nuovamente consacrata dal vescovo Serafino Corrias il 27 agosto. 
Nel 1926 vennero realizzati gli afrreschi che decorano l'interno del tempio e nel 1933 viene collocato il monumentale organo.
Nel gennaio del 2005 l'interno della cattedrale viene gravemente danneggiato in seguito a un incendio sviluppatosi dal presepio allestito in occasione del Natale. Il tempio, restaurato, è stato riaperto al culto il 20 ottobre 2007.

## Descrizione

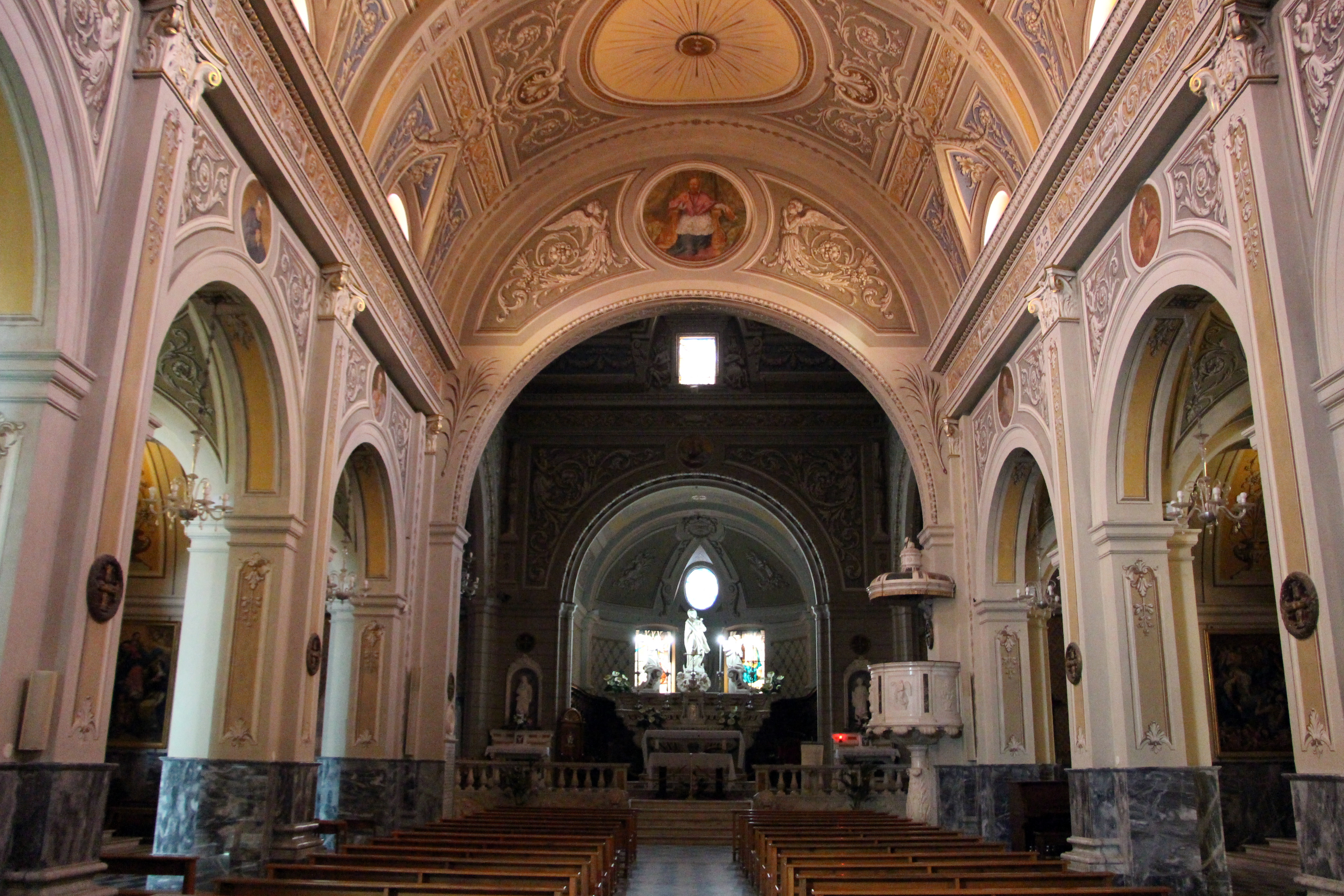
Interno

La facciata è preceduta da una scalinata, delimitata da sinuose balaustre, e affiancata dalla torre campanaria, a canna quadra, sviluppata su più livelli scanditi da cornici e lesene di gusto classico e sormontata da un torrino cilindrico coperto da cupola emisferica. In facciata si aprono tre portali, dei quali i due laterali inquadrati da un pronao costituito da cornicione sorretto da coppie di colonne binate. La parte centrale del prospetto, più sviluppata in altezza, è conclusa da timpano con cornice dentellata.
La cattedrale si sviluppa in pianta a croce latina, con tre navate, tre cappelle per lato, transetto e abside semicircolare. L'interno del tempio custodisce diverse opere d'arte.
Le otto cappelle laterali ospitano altari marmorei di gusto classico in cui sono custodite interessanti statue, come quella in legno raffigurante San Giovanni Battista, risalente alla metà del XIX secolo, caratterizzata dalla vivace policromia, o i simulacri marmorei della Madonna del Rosario e di San Giovanni evangelista.
Nel transetto si trovano due cappelle in cui si conservano alcuni archi e costoloni della chiesa originaria. Nel braccio sinistro si trova la cappella del Santissimo Sacramento, con un altare barocco del 1767, completato nel 1839 da un tabernacolo neoclassico e dalla tela della Coena Domini dipinta da Giovanni Marghinotti nel 1838. Nel braccio destro invece si apre la cappella di Sant'Andrea, con altare settecentesco arricchito nell'Ottocento dall'Urna di santa Filomena, opera in marmo bianco dello scultore Andrea Galassi, con bassorilievi che raffigurano la santa distesa su un triclinio mentre alcuni angeli sopra di lei recano un giglio, simbolo di purezza, e lo strumento del martirio. L'altare ospita inoltre la tela raffigurante il Martirio di sant'Andrea, dipinta dal Marghinotti nel 1840.

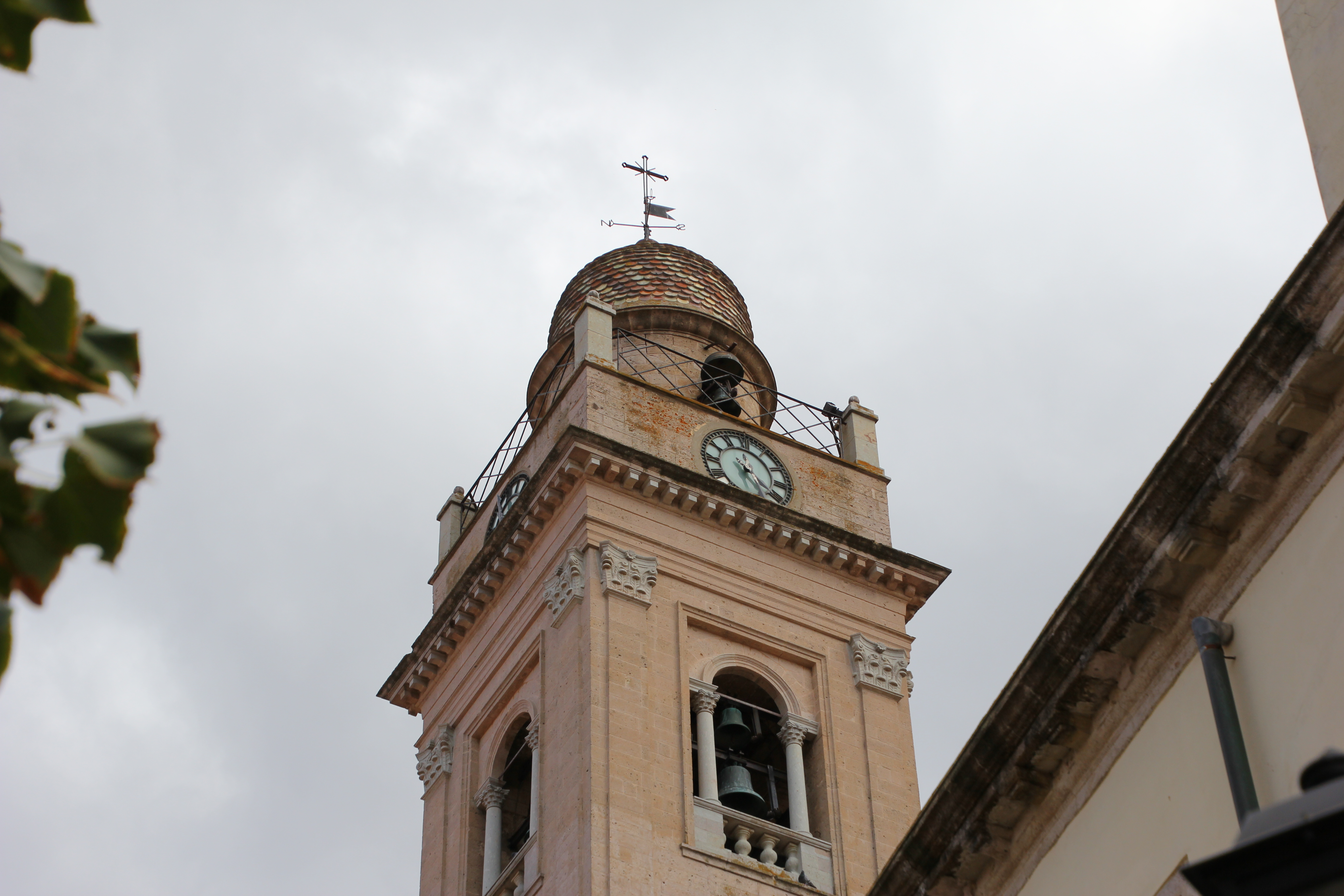
Il campanile

Il presbiterio (XIX secolo) è sopraelevato e cinto da balaustra marmorea. Due leoni sono posti ai lati della scala di accesso. Sopra il settecentesco altare maggiore si trovano le statue dell'Immacolata e di due angeli, opere scolpite nel marmo bianco e attribuite alla scuola di Antonio Canova. Alle spalle dell'altare maggiore è disposto il coro ligneo, anch'esso settecentesco.
Nella sala capitolare, fino a alcuni anni fa, trovava posto la più importante opera d'arte custodita nel duomo di Ozieri (ora presso il Museo diocesano di Arte sacra), ovvero il Polittico della Madonna di Loreto (XVI secolo), opera della scuola del maestro di Ozieri portata in cattedrale nel 1870 dalla quattrocentesca chiesetta della Madonna di Loreto. Il polittico è composto da sette tavole dipinte; al centro si trova la tavola principale, raffigurante la Madonna di Loreto e il santuario della Santa Casa, tra le due tavole dell'Annunciazione e della Visitazione. Sopra si trova la Crocifissione, mentre la parte inferiore del polittico è costituita da tre tavole di minore dimensione che costituiscono la predella.